# Hiram Fong
Hiram Leong Fong (15. oktober 1906 i Honolulu – 18. august 2004 i Kalahuu) var en amerikansk politiker. Han repræsenterede Hawaii og Det republikanske parti i USAs senat fra Hawaii fik status som delstat i 1959 til og med 1977. Han var den første asiatisk-amerikaneren som blev valgt ind i senatet, og også den eneste senatoren fra Hawaii som har tilhørt Republikanerne.
Han prøvede at blive præsidentkandidat to gange, både i 1964 og 1968, men vandt ikke nominerings valgene.